# 強首
強首（こわくび）は、秋田県大仙市の大字。郵便番号は019-2335。
2015年（平成27年）10月1日現在の世帯数と人口は257世帯・940人。

## 地理
大仙市北西部に位置し、旧・西仙北町域にあたる。大仙市北西部で大きく蛇行した雄物川の内側、左岸西端に位置する。

### 輪中堤
強首地区の集落は蛇行する雄物川に巻かれるように立地していたが、堤防がないため1981年（昭和55年）4月や1987年（昭和62年）8月など度重なる洪水の被害に遭っていた。これを受けて雄物川の堤防整備が検討されるが、強首地区が効果を得るためには15キロメートルもの堤防整備が必要とされ、早期の洪水対策として強首地区の集落を囲うように輪中堤を整備することが検討される。
1993年（平成5年）から治水事業と地域の町づくり事業をタイアップした「強首輪中堤事業」を実施し、2002年（平成14年）に輪中堤が完成した。2007年（平成19年）9月に東北地方北部を秋雨前線や台風などが影響した大雨が襲い、各地で浸水被害が発生するが、強首地区は浸水を免れた。

## 歴史
出羽国山本郡、1664年（寛文4年）からは仙北郡に属した。秋田藩領であり、1603年（慶長8年）の村高は394石余と推定される。

### 沿革
- 1889年（明治22年）4月1日 - 町村制の施行により強首村が発足。旧強首村の範囲がそのまま大字「強首」となる[5][6][7]。
- 1955年（昭和30年）3月1日 - 西仙北町が発足。強首村が廃止され、西仙北町の大字となる[6][7]。
- 2005年（平成17年）3月22日 - 大仙市が発足。大仙市の大字となる。